# Stegophiura sterea
Stegophiura sterea är en ormstjärneart som först beskrevs av Hubert Lyman Clark 1908.  Stegophiura sterea ingår i släktet Stegophiura och familjen fransormstjärnor. Inga underarter finns listade i Catalogue of Life.